# Сёстры Святого Семейства
Сёстры Святого Семейства (лат. Congregatio Sororum Missionariarum Sanctae Familiae, аббревиатура — MSF) — католическая женская монашеская конгрегация, основанная блаженной Болеславой Лямент.

## История
Конгрегация была основана блаженной Болеславой Марией Лямент в Могилёве в 1905 году под руководством отца Феликса Вертинского SJ, работавшего в Москве. Основная цель создания Конгрегации заключалась в молитвенной жизни и религиозно-воспитательной деятельности, направленных на служение делу единства Православной и Католической Церкви (задолго до Второго Ватиканского собора и идеи экуменизма), а также на укрепление католиков в вере. Первыми сёстрами Конгрегации были блаженная Болеслава Лямент, Луция Чеховская и Леокадия Гурчинская. В 1907 году община начала своё служение в Санкт-Петербурге, где сёстры занимались обучением и воспитанием детей и молодёжи различных вероисповеданий и национальностей. В 1914 году епископ Ян Цепляк официально утвердил Конгрегацию. Документ об одобрении Святым Престолом Конгрегация получила 7 июля 1967 года. С 1979 года генеральный дом Сестёр Святого Семейства находится в Коморове (Польша).
В 1991 году основательница Конгрегации была беатифицирована папой Иоанном Павлом II.

## Деятельность
Основная цель Конгрегации — служение делу единства Церкви Христовой: «Да будут все едино, да уверует мир» (Ин. 17:21).
На протяжении всей истории Конгрегации сёстры занимались воспитанием детей и молодежи, вели курсы кройки и шитья, создавали школы и детские сады, работали в больницах, содержали столовые для бедных.
С 1966 года сёстры начали служение в США, в 1970 году — в Замбии, в 1976 году — в Ливии, а в 1990 году — в Кении. После 1990 года сёстры смогли вернуться на территорию России, Белоруссии и Литвы.
По данным за 2019 год Конгрегация насчитывает 307 сестёр в 46 домах в Польше, Белоруссии, России, Литве, Италии, США, Кении, Танзании и Замбии.

## Духовность
Отличительными чертами духовности Сестёр Святого Семейства являются: подражание Святому Семейству, жизнь и деятельность для большей славы Божьей (элемент игнатианской духовности), миссионерский дух, служение делу единства христиан.

## Этапы присоединения к конгрегации
Первый этап присоединения к конгрегации — постулат, во время которого кандидатка узнаёт духовность, традиции и историю конгрегации, а также участвует в молитвах и служении сестёр.
Следующий этап — новициат (послушничество) — длится два года и заканчивается принесением первых обетов.
Юниорат — период углубления духовной жизни и достижения монашеской зрелости. Он продолжается пять лет, причём между третьим и пятым годом сестра проходит год «закрытого» юниората.
Окончательное вступление в конгрегацию — принесение вечных обетов по окончании юниората. Однако формация продолжается в течение всей жизни монахинь.